# Kevin Thorn
Pour les articles homonymes, voir Fertig.
Kevin Matthew Fertig (né le 17 janvier 1977 à Memphis, Tennessee) plus connu sous le nom de Kevin Thorn est un catcheur (lutteur professionnel) américain.
Il est essentiellement connu pour son travail à la World Wrestling Federation / Entertainment d'abord sous le nom de Mordecai puis sous celui de Kevin Thorn.

## Jeunesse
Fertig est un fan de catch depuis l'enfance notamment de l'United States Wrestling Association.

## Carrière de catcheur

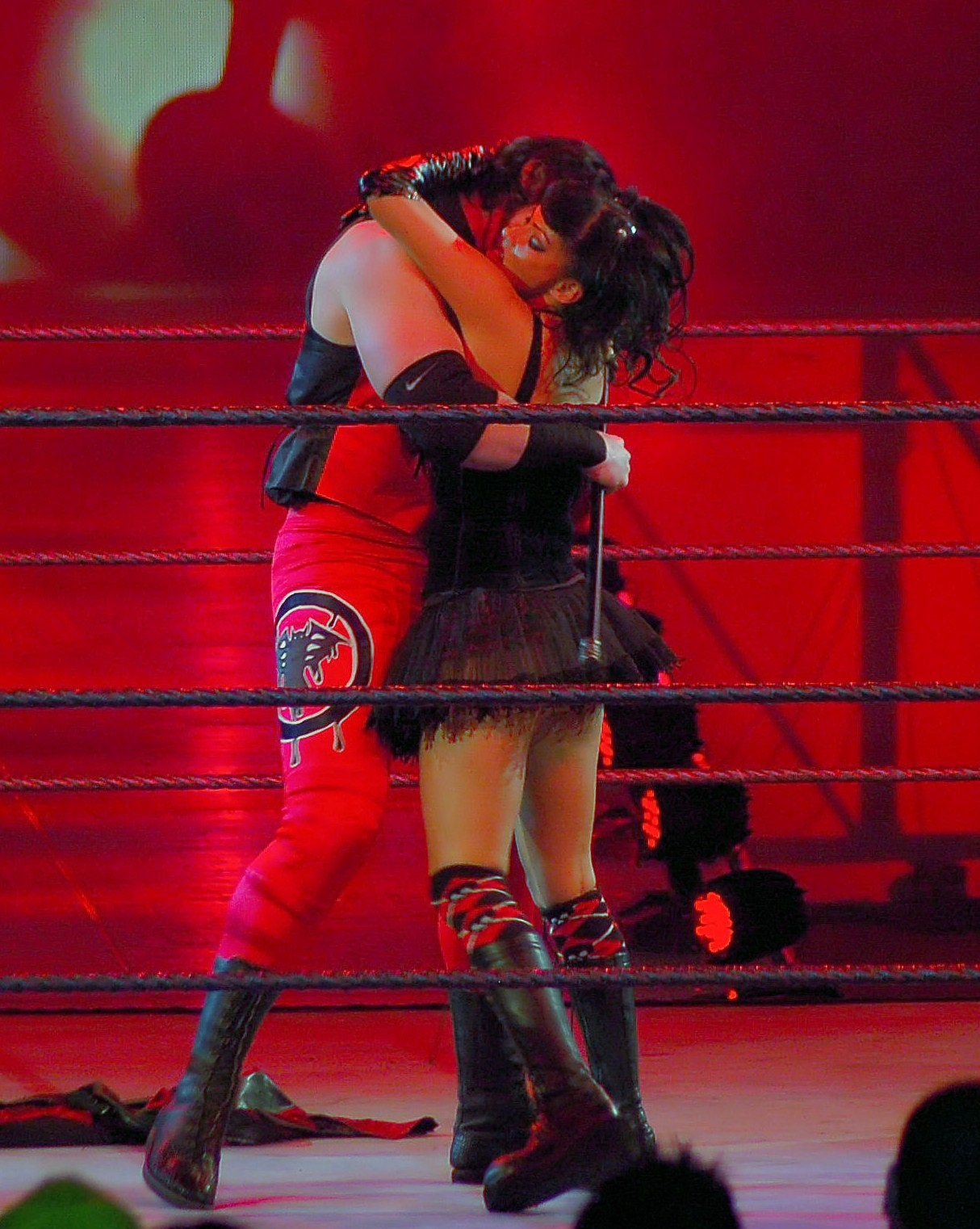
Kevin Thorn et Ariel sont sur le ring en 2006.

### Débuts
Alors qu'il s'entraîne dans une salle de sport de Memphis, il rencontre le catcheur Sid Vicious et c'est grâce à lui qui l'envoie vers Buddy Wayne. Il s'entraîne chez Wayne qui a un ring de catch dans son jardin avant de faire ses débuts à la Power Pro Wrestling, une fédération de Memphis qui est aussi à l'époque le club-école de la World Wrestling Federation,. Il utilise alors le nom de ring de Seven et son gimmick s'inspire des sept pêchés capitaux. Au début des années 2000, il rejoint la Memphis Championship Wrestling, le nouveau club-école de la WWF,.

### World Wrestling Entertainment (2002-2009)

#### Ohio Valley Wrestling et Memphis Championship Wrestling (2002-2004)
En avril 2002, Fertig signe un contrat avec la World Wrestling Entertainment et commence à lutter à Ohio Valley Wrestling ou il continue d'utiliser son pseudonyme Seven. Il se joignit au clan Disciples of Synn et avec Travis Bane, ils gagnaient le OVW Southern Tag Team Championship en mars 2003. Mais ils sont obligés de rendre leur titre après une blessure de Bane.
Vers fin avril 2004, Fertig arrive dans la division WWE SmackDown avec un nouveau pseudo, Mordecai, un religieux de type zélotes. Il s'habillait tout en blanc et la couleur de ses cheveux est le blanc avec sa barbe en signe de pureté. Mordecai débute sur le ring à SmackDown! le 26 mai 2004 à Judgment Day en battant Scotty 2 Hotty.
Plus tard, son gimmick fut abandonné et il retourne à Ohio Valley Wrestling sous un nouveau pseudo, Vengeance et portait un masque. Il a aussi continué de lutter sous le nom de Mordecai à Memphis Wrestling où il remporte le AWA Southern Heavyweight Championship.

#### Extreme Championship Wrestling (2006-2007)
En 2006, Fertig arrive à la division de la Extreme Championship Wrestling avec une gimmick de vampire puis accompagné de Ariel, une vampire liseuse de tarot divinatoire.
Il débute le 25 juillet 2006 en battant Little Guido Maritato. Pendant son début, Ariel joue sa valet. La semaine qui suit, Ariel révéla que son nom est Kevin Thorn.
Au mois de septembre Thorn eu une rivalité avec Balls Mahoney et après qu'Ariel aida Thorn à gagner ses matchs, Mahoney fit équipe avec Francine, les 2 équipes entre aussi en conflit les 2 semaines suivantes avant que Francine quitta la WWE.
Ariel commence une feud avec Kelly Kelly, Thorn entre en feud avec Mike Knox et le couple de vampire défait Kelly Kelly et Mike Knox à December to Dismember 2006, après que Knox abandonne Kelly Kelly pendant le match. Après cette victoire, Thorn et Ariel rejoignent le clan New Breed (Marcus Cor Von, Elijah Burke, Matt Striker) et entre en rivalité avec le clan ECW Originals (Rob Van Dam, The Sandman, Tommy Dreamer, Sabu).
CM Punk est aussi recruté à la New Breeds. Mais juste 2 semaines après, il trahit le clan, CM Punk attaque Elijah Burke après un match. Le 1er mai 2007, Thorn et Ariel quittèrent le clan après des manques de interférence de ses matchs contre CM Punk. Le 8 mai 2007, après avoir interrompu le tarot d'Ariel, Thorn dit « Mon futur n'était jamais la New Breeds et mon futur n'est pas ces cartes, mon futur est dans du sang frais ».
Le 18 mai 2007, Ariel quitte la WWE. Depuis le départ d'Ariel, Thorn a commencé une série de matchs sans défaite grâce à ses victoires sur Stevie Richards, Balls Mahoney, Nunzio et Tommy Dreamer. Mais sa série de matchs sans défaite s'achève le 3 juillet 2007, lorsque CM Punk le bat. Il entre en rivalité avec Stevie Richards.
En novembre 2007, il débute avec un nouveau look (cheveux court, barbe en collier et un habit de catch plus traditionnel) abandonnant son gimmick de vampire. Il bat Nunzio pour ce premier match "new look" mais sera envoyé le mois suivant à la FCW ou il apparaîtra plus régulièrement dans des houses-shows et des dark match.

## Palmarès
- Frontier Elite Wrestling
  - FEW Heavyweight Championship (5 fois)
  - FEW Deadman's Heavyweight Championship (3 fois)
- Memphis Championship Wrestling
  - MCW Southern Heavyweight Championship (1 fois)
  - MCW Hardcore Championship (1 fois)
  - MCW Southern Tag Team Championship (1 fois) (avec Trash)

- Memphis Wrestling
  - Memphis Wrestling Southern Heavyweight Championship (2 fois)

- Ohio Valley Wrestling
  - OVW Southern Tag Team Championship (1 fois avec Travis Bane)